# Грюнберг, Арнон
Арнон Грюнберг (нидерл. Arnon Grunberg; род. 22 февраля 1971, Амстердам) — нидерландский писатель, одно из наиболее ярких имен в современной нидерландской литературе.

## Биография
Родился в пережившей Холокост еврейской семье из Германии. Был исключён из гимназии как асоциальный элемент. Сменил множество занятий. С 1995 года живёт в Нью-Йорке.
Снимался в кино (дебютировал в короткометражной ленте нидерландского режиссёра Сайруса Фриша «П… Марии», 1989). Создал издательство Казимир, специализирующееся на немецкой литературе «авторов неарийского происхождения». Публикуется с 1990. Его первый роман «Синие понедельники» (1994) получил премию за литературный дебют и был переведен на 11 языков. Ту же премию получил роман «История моей плешивости» (2000), опубликованный Грюнбергом под псевдонимом Марек ван дер Ягт. Большим успехом пользовались и последующие книги писателя, также переведенные на многие языки. Публикует романы, новеллы, эссе, пишет драмы и киносценарии, работает как журналист, выступает по радио и телевидению, ведет блог в Интернет-журнале Мир без границ и собственный сайт.

## Избранные произведения

### Романы
- Blauwe maandagen / Синие понедельники (1994)
- Figuranten / Статисты (1997)
- De heilige Antonio/ День Святого Антония (1998)
- Fantoompijn / Фантомная боль (2000)
- De geschiedenis van mijn kaalheid / История моей плешивости (2000, под псевдонимом Марек ван дер Ягт)
- De Mensheid zij geprezen, Lof der Zotheid 2001/ Похвала человечеству, похвала глупости, год 2001 (2001). Роман получил премию «Золотая Сова» 2002 года.
- Gstaad 95-98/ Гштад, 1995—1998 (2002, под псевдонимом Марек ван дер Ягт)
- De asielzoeker/ В поисках прибежища (2003)
- De joodse messias/ Grote jiddische roman/ Иудейский мессия (2004)
- Tirza/ Тирза (2006, экранизирован в 2010, фильм получил ряд премий, ). Роман получил премию «Золотая Сова» 2007 года.
- Onze oom/ Наш дядюшка (2008)
- Huid en haar (2010)
- Van Istanbul naar Bagdad (2010, комикс, в соавторстве с Hanco Kolk)
- De man zonder ziekte (2012)

## Публикации на русском языке
- Рассказы
- Фантомная боль. М.: Фантом Пресс, 2005
- История моей плешивости. М.: Столица-Принт, 2005
- День Святого Антония// Иностранная литература, 2013, № 10

## Признание
Удостоен многих литературных наград. В 2009 получил крупнейшую нидерландскую премию Константейна Хёйгенса за совокупность творчества.